# 입술에 입술 (Lip 2 Lip)
《입술에 입술》은 대한민국의 여성 음악 그룹 나인뮤지스의 유닛 그룹 나인뮤지스A의 데뷔 싱글 《MUSES DIARY》의 타이틀 곡이다. 2016년 8월 4일에 발표하였다.

## 평가
| 전문가 평가 | 전문가 평가 |
| 평가 점수   | 평가 점수   |
| 출처        | 점수        |
| ----------- | ----------- |
| 이즘        | 3/별        |

이즘의 황선업은 "곡 자체에 군더더기가 없어 좋다. 관계를 리드하는 '여성이 동경하는 여성상'의 캐릭터를 되찾아온 것에도 의미가 있다. 스윗튠과의 결별 이후 가장 좋은 결과물이 나오지 않았나 싶다. 'Wild'를 지나, 이렇게 멀리 돌아왔다."며 별점 만점 5점 중 3점을 부여했다.

## 차트 성적
음원 부문에서  가온 디지털 차트 주간 48위, 월간 79위를 기록하였다.